# Пик-Пик
«Пик-Пик» — французская кинокомедия с Луи де Фюнесом в главной роли. Фильм снят по мотивам пьесы Жака Вильфрида и Жана Жиро «Без церемоний».

## Сюжет
Патрисию (Мирей Дарк), дочь брокера Леонара Монестье (Луи де Фюнес), очень настойчиво уговаривает выйти за него замуж богатый сосед Антуан (Ги Трежан). Он осыпает её подарками, несмотря на то, что каждый раз получает свои подношения назад. Терпению Патрисии приходит конец, когда она получает в подарок автомобиль. Чтобы раз и навсегда избавиться от надоедливого поклонника, она решает «выйти замуж», вернее, сделать вид, что вступила в брак. Роль фиктивного мужа она предлагает молодому и обаятельному работнику гаража по имени Симон Гильбо (Филипп Нико), доставившему ей автомобиль. Он соглашается. Тем временем родители Патрисии находятся в Париже. Её отец играет на курсах акций на бирже. В тот же день на бирже крутится подозрительный тип из Южной Америки Альдо Козелини, предлагающий простакам купить землю с нефтяными месторождениями. Но желающих не находится, поскольку репутация у Альдо довольно сомнительная. Тем не менее ему удаётся продать землю не кому иному, как жене Леонара — Синтии Монестье (Жаклин Майан), которая как раз искала подарок мужу к дню рождения. Дома Леонар узнаёт о сделке и решает во что бы то ни стало избавиться от земли. Кому же продать её? На роль жертвы он выбирает Антуана, влюблённого в его дочь, и приглашает его на уик-энд. Антуан тут же отправляется к ним, а Леонара ждёт второй удар: он узнаёт, что Патрисия уже замужем. Мсье Монестье решает выдать Симона за своего сына Поля, брата Патрисии, находящегося в данный момент в Бразилии, и уговаривает «зятя» сыграть предлагаемую роль.
Пик-Пик — кличка ручного петуха мадам Синтии Монестье, которого никто не любит, но все вынуждены терпеть.